# Salvaterra (Casalgrande)
Salvaterra  (Salvatèra in dialetto reggiano) è una frazione del comune di Casalgrande in provincia di Reggio Emilia. Conta 4 000 abitanti circa ed è posta al confine orientale del comune, delimitato dal fiume Secchia, che separa la frazione dalla provincia di Modena.

## Storia
Le origini del paese sono da ricercare attorno al IX-X secolo, quando ci sono prove di un antico insediamento chiamato Cerreto nella zona lungo la sponda sinistra del fiume Secchia, tra Villalunga e Rubiera, ed è proprio da questo insediamento che si è sviluppato il paese di Salvaterra. Sul Dizionario Topografico del Tiraboschi, dove si elencano tutti i paesi del Ducato di Modena, troviamo infatti Salvaterra con la sua Corte Cerreto.
Successivamente nei diplomi di Ottone II (980), di Federico I, detto Barbarossa (1160), del figlio Enrico VI (1191) e del nipote Federico II (1224) non si legge più della Corte Cerreto ma della Corte San Salvatore; questo a determinare una delle ipotesi dell'origine del nome Salvaterra.
L'altra ipotesi, molto più pittoresca, vuole che le origini risalgano a "terra salva", ipotizzando che il paese sia stato preservato o da inondazioni del fiume Secchia, oppure da distruzioni o saccheggi di popoli invasori.
Un'ulteriore conferma della esistenza della Corte viene fornita da una segnalazione confinaria della diocesi di Modena, in cui si parla di confini tra la curia di Magreta e la curia di Sassuolo con la corte Cerreto (usque ad plebem Cerreti).

## Monumenti e luoghi d'interesse

### Architetture religiose

#### Chiesa del Santissimo Salvatore

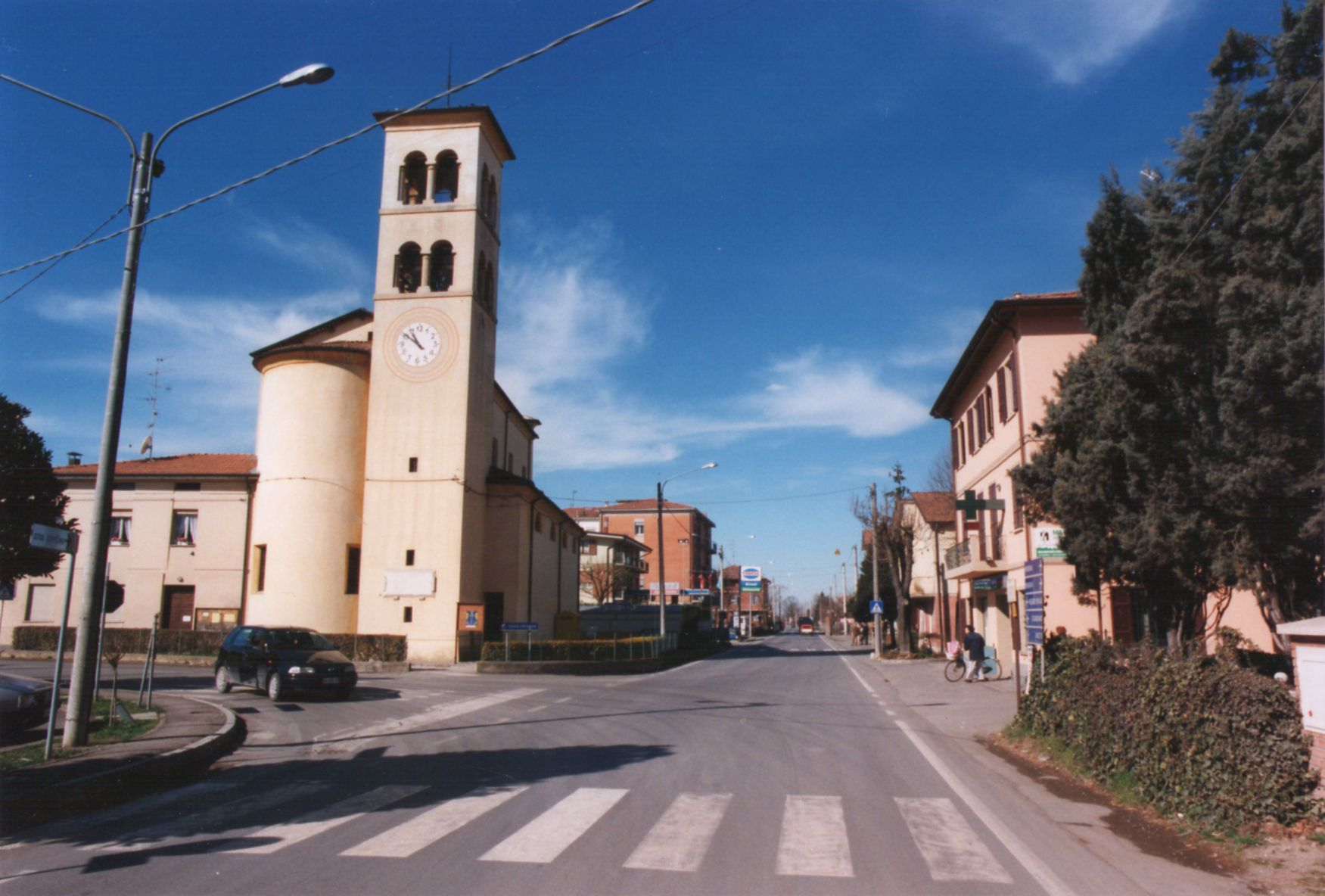
Chiesa parrocchiale di Salvaterra

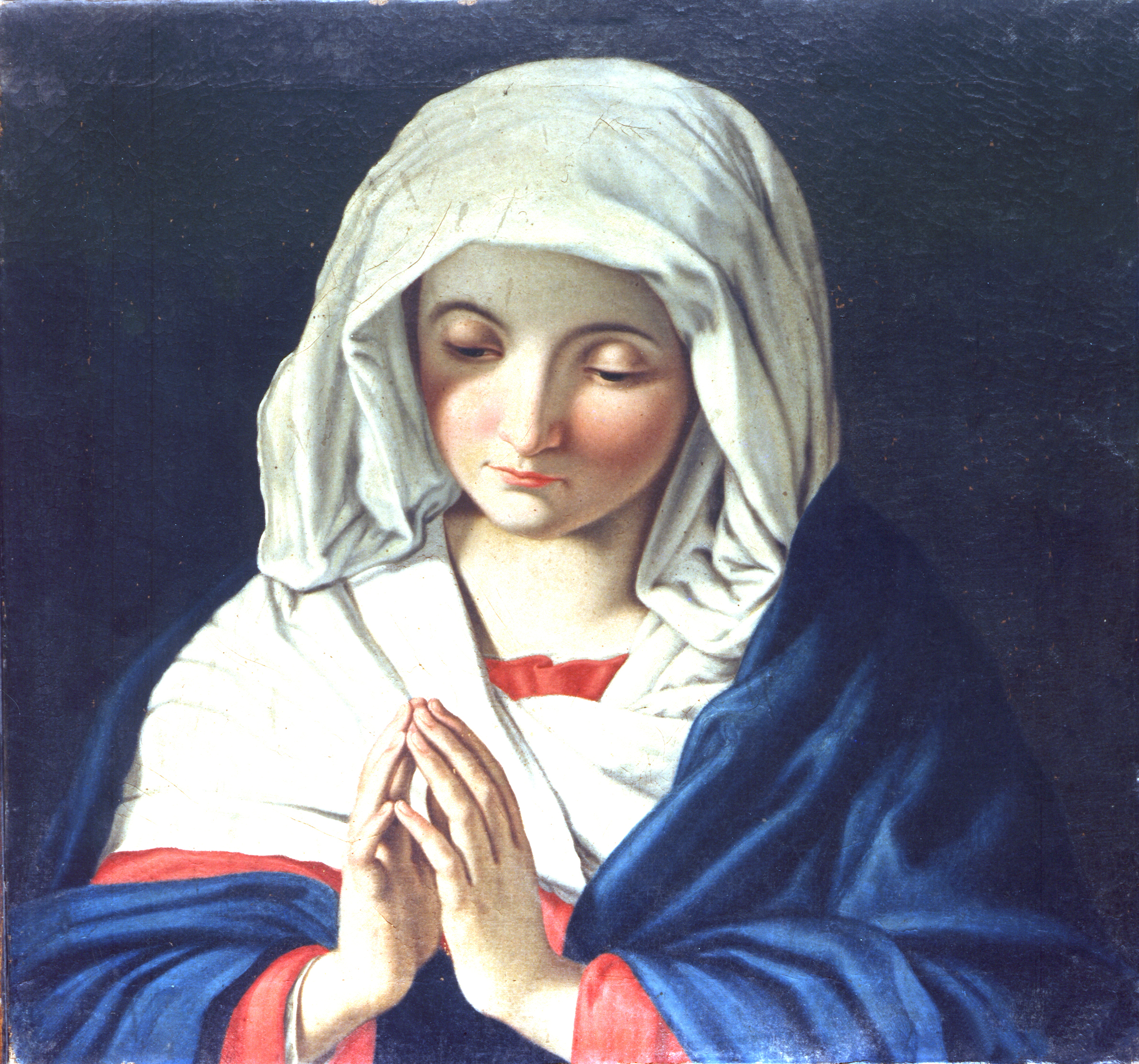
Madonna con le mani giunte

Tra gli edifici più importanti è da segnalare la chiesa del Santissimo Salvatore, all'interno della quale si possono osservare interessanti opere di Girolamo Massarini (La Madonna del cucito) di Orazio Talami (La Madonna col Bambino che appare a S. Filippo Neri) e una tela tradizionalmente attribuita a Guido Reni, La Madonna con le Mani Giunte, ma che molto più probabilmente è una copia forse del XVII secolo della Madonna orante del pittore Giovanni Battista Salvi detto il Sassoferrato, conservata a Roma nella Galleria Doria Pamphilj.

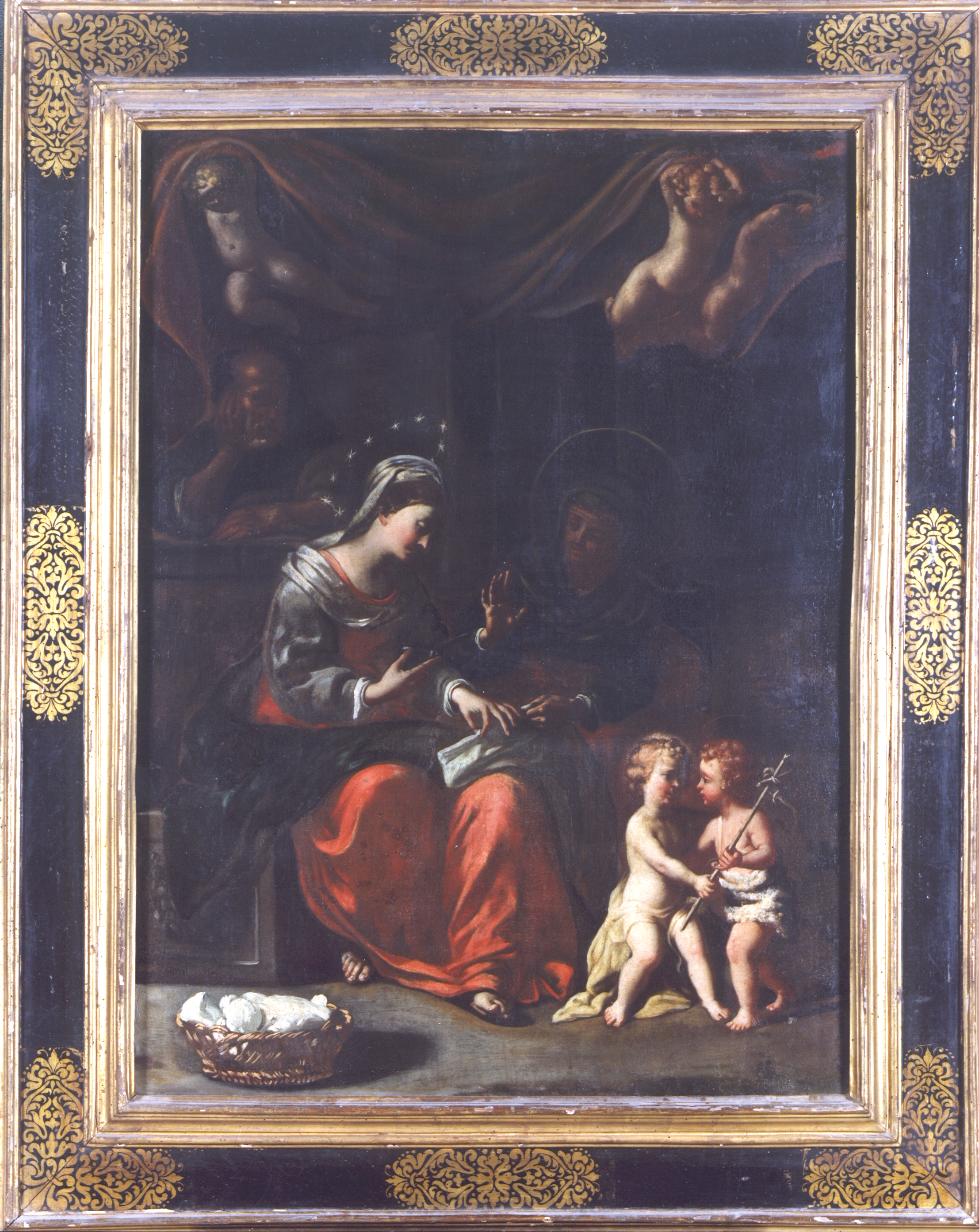
La Madonna del cucito

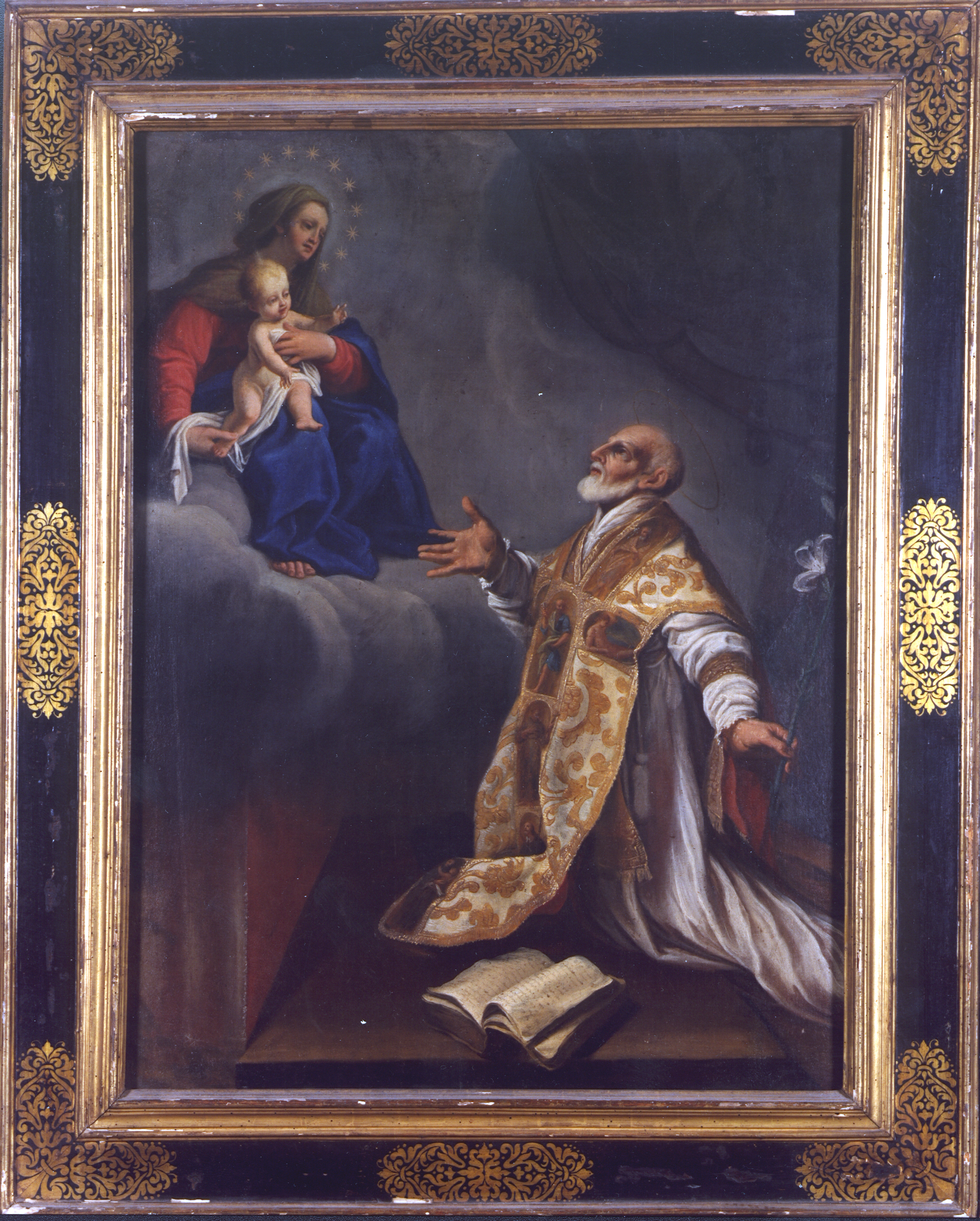
La Madonna col Bambino che appare a San Filippo Neri

La Madonna del cucito, firmata e datata 1681, appare già meno curata rispetto alle sue precedenti, perlomeno nei particolari di secondo piano, con gli angioletti reggicortina in alto e i Santi Giuseppe ed Elisabetta. Al contrario la Madonna, Gesù Bambino e San Giovannino sono trattati con maggior cura, non immuni da influenze stilistiche ludovichiane, reniane e guercinesche, oltre che di cultura propriamente reggiana.
La Madonna col Bambino che appaiono a S. Filippo Neri. Poco documentata appare la prima fase della sua attività, occorre attendere infatti il 1673 per incontrare il più antico dipinto del Talami datato con certezza, il San Filippo Benizzi della Basilica della Ghiara.
La Madonna con le mani giunte è attribuita a Guido Reni, molto famoso nel 1600, e rivalutato ultimamente per la sua ricerca di una bellezza antica, ma che racchiude sempre un'anima cristiana.
Il 29 giugno del 1712 l'allora parroco di Salvaterra don Battista Bellei, acquistò a proprie spese, da un antiquario di Sassuolo, i quadri dei 12 Apostoli e li fece appendere sotto i capitelli delle colonne che affiancano la navata centrale. Ancora oggi i 12 quadri si possono ammirare nel luogo stesso in cui furono sistemati allora: in alto, sui pilastri della navata centrale, appena sotto i capitelli.
Esternamente, sopra la porta principale, in una nicchia si può osservare un dipinto del SS. Salvatore, opera della pittrice Lavinia Giovannini Jvancich. Nella suddetta nicchia in precedenza (15 ottobre 1718) esisteva un altro dipinto opera del pittore Silvio Barbini e che raffigurava il SS. Salvatore quale protettore della parrocchia, San Sebastiano, protettore della comunità e Sant'Ubaldo protettore della campagna. L'attuale chiesa sorge sulle rovine della antica pieve esistente dentro le mura del castello e utilizzata esclusivamente dai feudatari fino al XVII secolo.
Nel 1687 alla presenza del parroco don Pietro Prampolini, il vescovo Augusto Bellincini (1674-1700) consacrò l'attuale chiesa disponendone gli altari come sono tuttora.
La parrocchia dispone anche dell'oratorio "Giovanni Paolo II".
L'organo

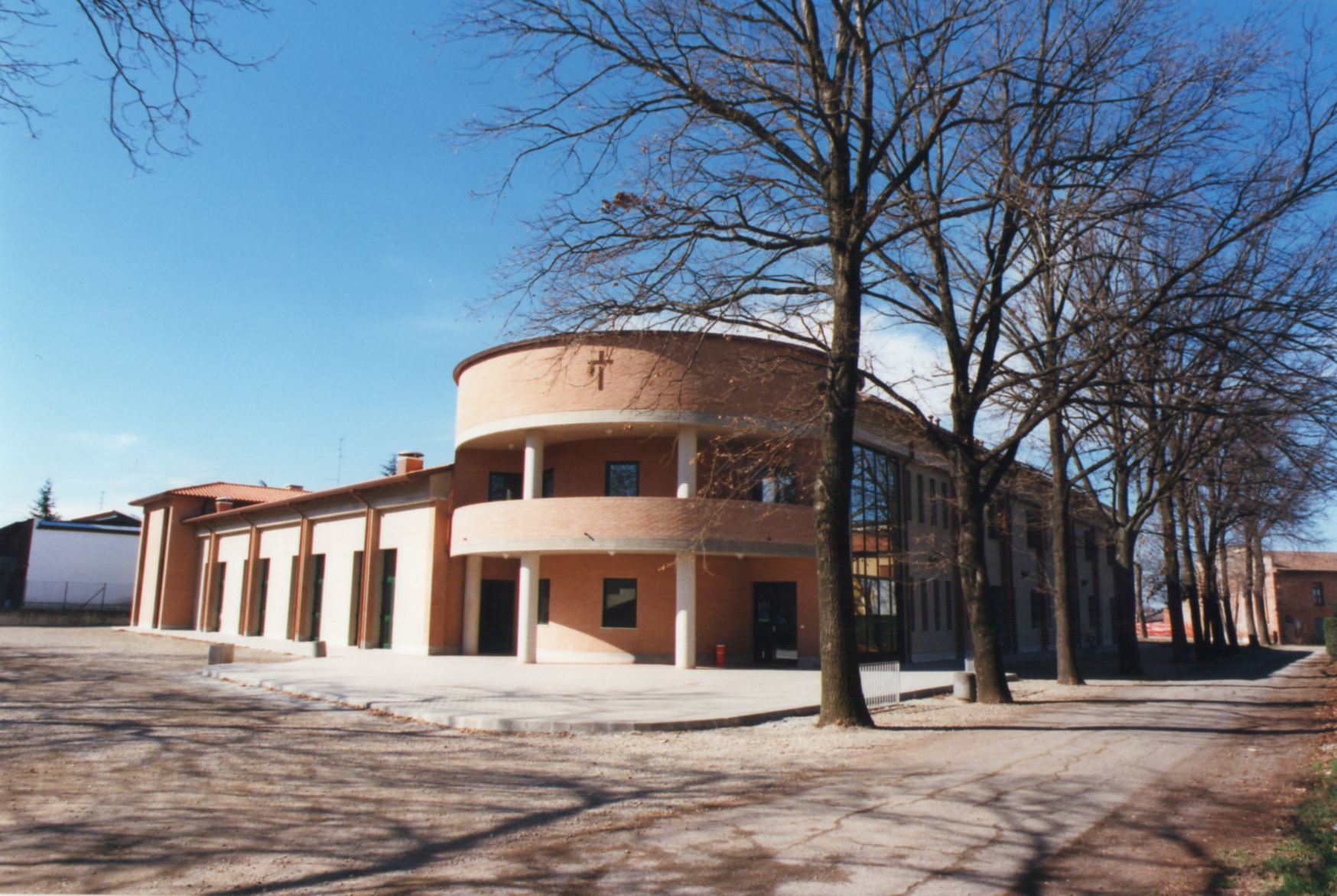
Oratorio parrocchiale "Giovanni Paolo II"

Il 12 giugno del 1710 il sacerdote salvaterrese Gianbattista Costi donò 500 scudi e altri 160 per la fattura dell'prgano, intendendo in tal modo dare una risposta adeguata alla grande arte musicale del tempo. L'opera fu eseguita nel 1712 dal reggiano don Giuseppe Cattabiani e fu collocata nel quarto arco a sinistra dell'entrata, ma fece così triste riuscita che quindici anni dopo si dovette rifare totalmente. Nel 1726 don Bellei ricorse al più grande maestro organaro del tempo, il bolognese Domenico Trair (versione dialettale di Traeri), in servizio presso gli estensi. Questi, organaro e cembalista di corte a Modena, dopo un sopralluogo nella chiesa di Salvaterra, dichiarò: "tale organo è di materia cattiva e non ben purgata, con le canne non tagliate a dovere e non ben saldate" e sentenziò una spesa di "venti doppie"m il che lasciò costernato il parroco che dovette a malincuore rinunciare. Dopo pochi anni si presentò l'occasione con bilanci positivi e venne richiamati il Traeri, che ritirò l'organo e lo riportò il 9 giugno del 1727; venne sfoggiato con un sontuoso concerto durante i vespri del 13 giugno, giorno di Sant'Antonio. Tale organo, sempre collocato nel quarto arco a sinistra, è uno dei vanti della chiesa di Salvaterra e venne restaurato per l'ultima volta nel 1975.
Le campane
Fin dal 28 ottobre 1794, sulla torre della chiesa di Salvaterra erano presenti quattro campane; da un documento dell'epoca sappiamo che queste campane venivano chiamate: "la grossa", "la mezzana" e "quella del castello" proveniente dalla piccola torretta situata sul lato ovest del castello, caduta poi durante la battaglia di Marzaglia, e la più piccola, fusa nel 1686 da Domenico Buoni Compagni. Nella primavera del 1914 la seconda di queste campane si ruppe ed i salvaterresi decisero di rifonderle tutte; diedero quindi l'incarico alla ditta De Paoli che eseguì fedelmente la commissione. Nel 1940, due di queste campane vennero sequestrate dal governo per ragioni belliche e utilizzate per la fabbricazione di cannoni. Tuttavia nel giro di breve tempo, l'intera popolazione si sensibilizzò per il ripristino delle campane mancanti.

#### Edicole votive o maestà
Ognuna di queste edicole votive ha una sua curiosa storia legata ad avvenimenti accaduti in tempi remoti, e la loro costruzione è stata voluta prevalentemente in ricordo di grazie ricevute. Esse sono: Maestà del Mulino, Ghet di Boia, Cà Elta, Ergastel, via Reverberi centro, via Canalazzo, Cantaun, via del Cristo, quartiere San Lorenzo.

### Architetture civili

#### Il castello

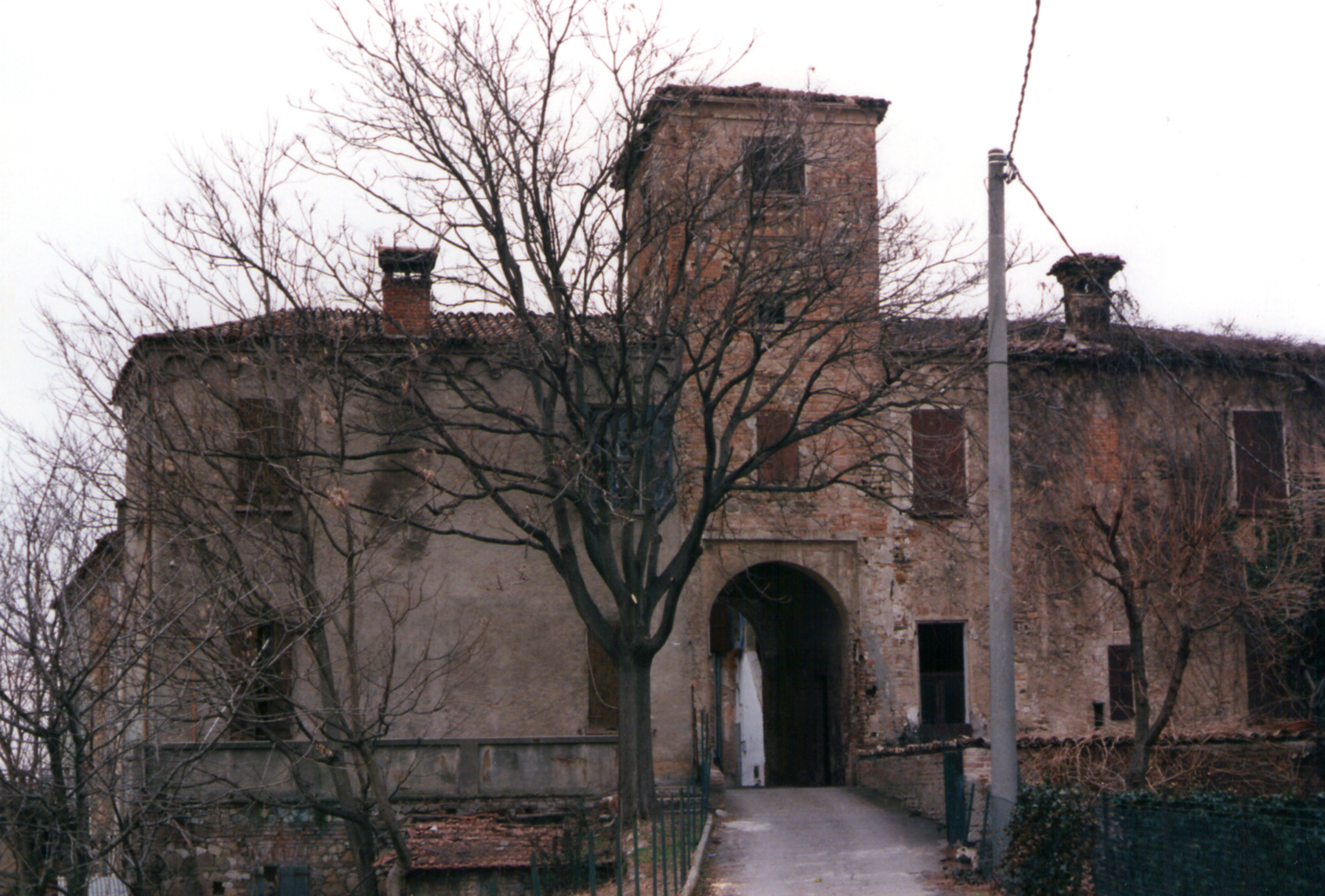
Castello di Salvaterra

Risalente attorno all'anno 1000, ospitò nel 1209 l'imperatore germanico Ottone IV durante il viaggio verso Roma dove il 4 ottobre di quell'anno fu incoronato da papa Innocenzo III Imperatore del Sacro Romano Impero.

#### Villa Segré

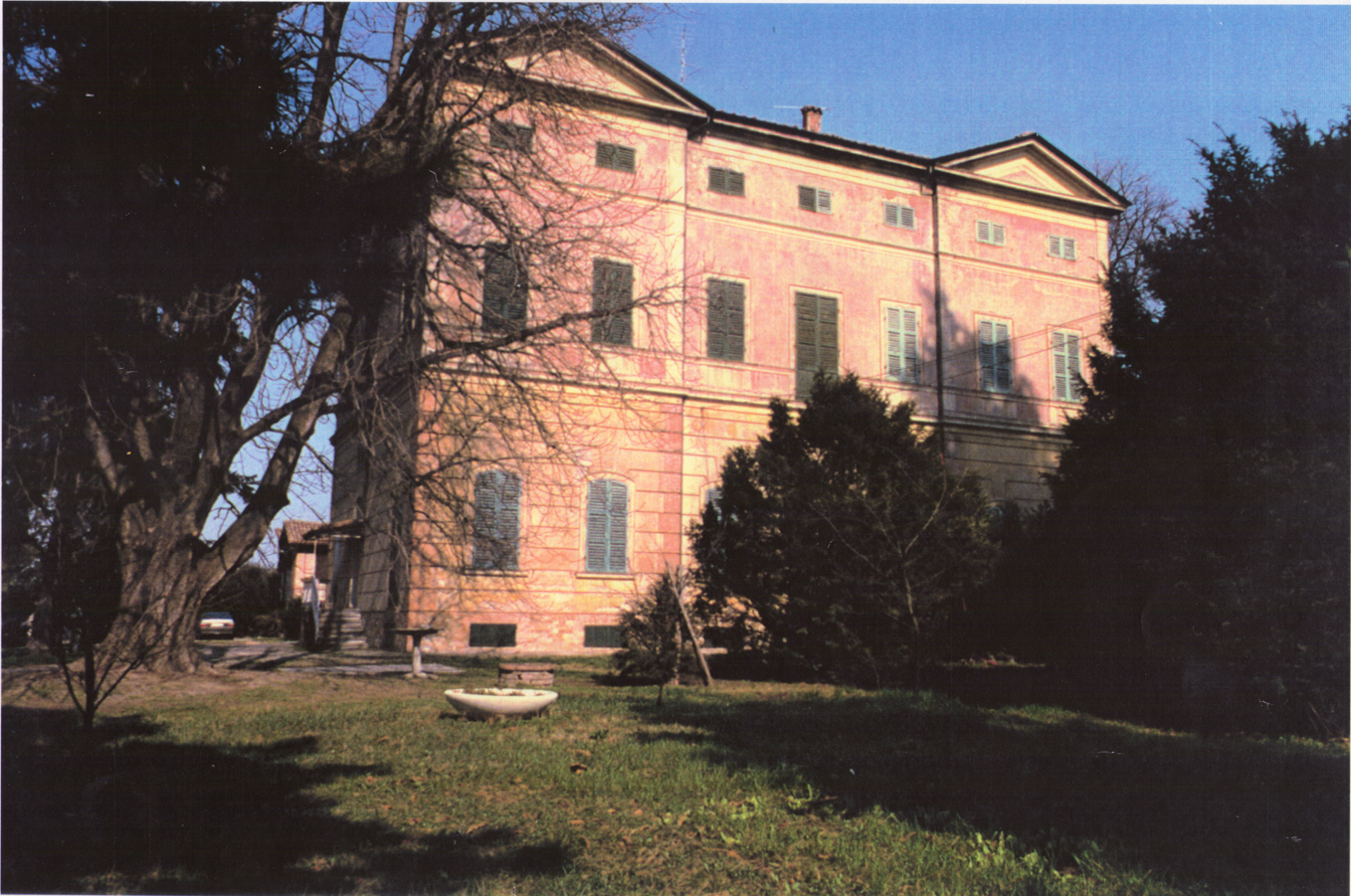
Villa Segrè

Su via Reverberi, in direzione del fiume Secchia, nei pressi della borgata Ergastel, circondata da un parco di conifere e piante autoctone, si può osservare Villa Segrè.
Costruita seguendo una tipologia neoclassica attribuibile alla prima metà del XIX secolo, essa è disposta con un fronte principale tripartito avente un corpo centrale e due laterali, che si concludono con frontespizio triangolare.
La costruzione è caratterizzata da un leggero bugnato liscio che sottolinea la fascia del piano terreno.
Una piccola scala a sei gradini porta all'entrata principale, situata sulla faccia sud, mentre sul lato ovest troviamo il secondo accesso, costruito dopo la divisione della villa in due parti uguali.
Sulla sinistra del cancello esiste tuttora una grande vasca circolare, costruita in mattoni a vista con il corridoio d'accesso e la scaletta perfettamente conservata. Tra il primo e il secondo piano, esiste un terzo livello molto più basso, denominato mezzanino con piccole finestre sulla facciata a nord e riservato al personale della servitù.
I soffitti e molte pareti presentano affreschi e decori ancora in buono stato di conservazione, attribuibili ad affrescatori della scuola modenese di Ludovico Bosellini.
Al piano seminterrato trovano spazio la cantina e un'ampia cucina in muratura con bocche superiori a fianco del camino.
Questa zona è distinta nella carta topografica del Ducato Estense fin dagli inizi del secolo XIX; gli inizi dei lavori di costruzione risalgono al 1810 e furono commissionati dalla famiglia di Abraham Segrè di origini ebraiche, come si evidenzia dal Catasto Ricci.

#### Villa Valentini

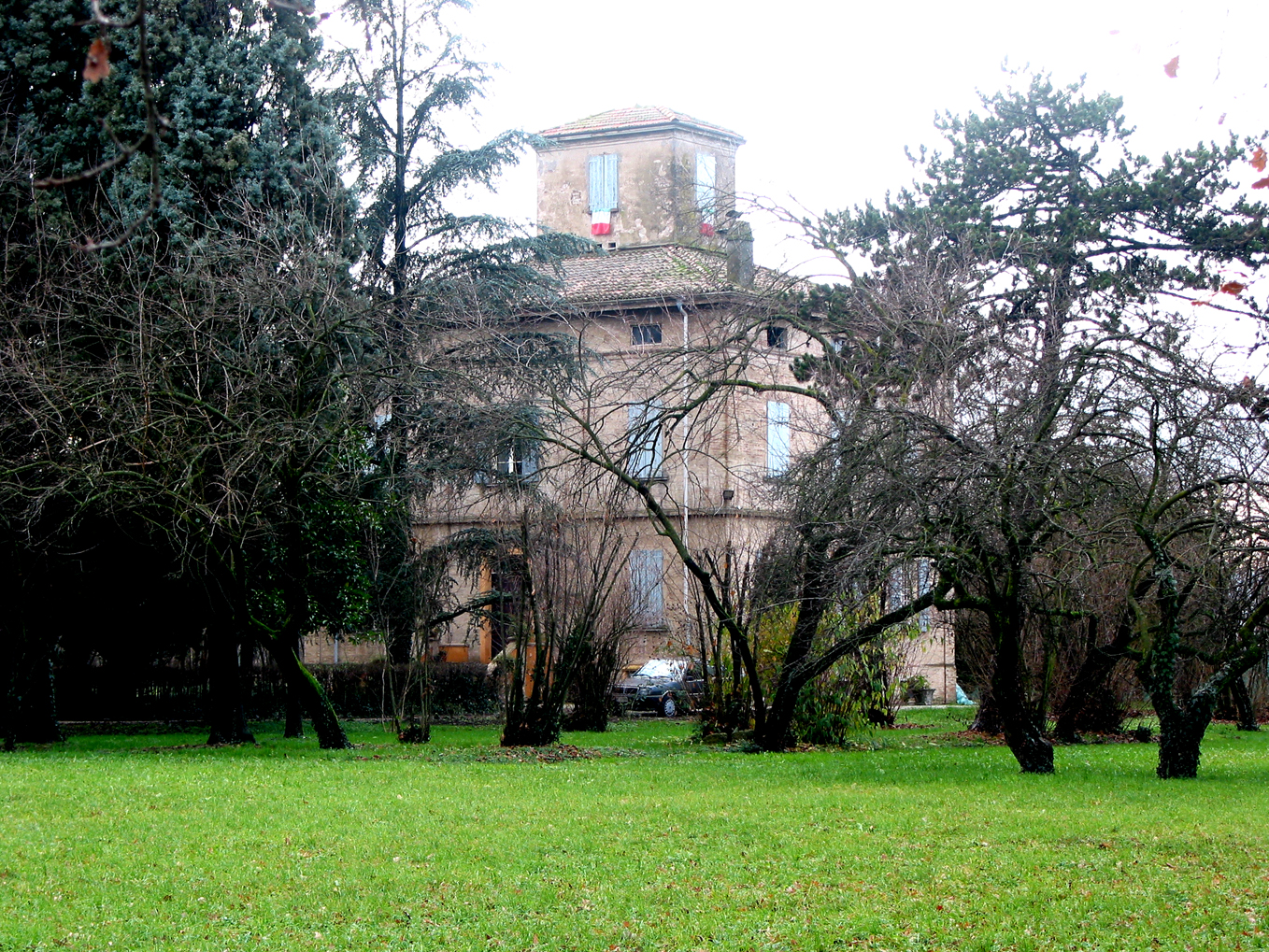
Villa Valentini

In tutta la zona che comprende il Comune di Casalgrande ed il Comune di Scandiano possiamo trovare Ville o i cosiddetti "casini" di proprietà delle famiglie Valentini, facoltosa dinastia locale e proprietaria di numerosi poderi, che vanno dalle rive del fiume Secchia fino ai colli di Scandiano.
Nel territorio di Salvaterra, percorrendo via 1º Maggio in direzione di Casalgrande, si scorge, sulla destra, circondata da un piccolo parco, la Villa Valentini, all'origine nominata Casino.
Essa risulta realizzata alla metà del secolo XIX su una pianta quadrata. 
Si trova disposta su tre piani, marcati esternamente da un piccolo cordolo ed è sormontata, nel centro del tetto a quattro falde, da una torretta di forma quadrata che ne valorizza la signorilità.
L'ingresso alla villa dalla strada è segnato da un grande cancello carraio e da due piccoli cancelli pedonali laterali in ferro battuto.
Si prosegue su un vialetto ghiaiato fino ad arrivare all'entrata della casa, alla quale si accede tramite una piccola scalinata di sette gradini, situata nella facciata est.
Nel parco a fianco della villa si trova il pozzo, ora dismesso e con l'apertura murata; si intravede inoltre la sagoma in mattoni della originaria vasca.
In origine la villa era proprietà di Domenico Valentini (classe 1790).

## Società

### Istituzioni, enti e associazioni
Vi si trova il Deposito Pompaggio Militare dell'Esercito Italiano, con strutture per telecomunicazioni ponte radio, sistemi d'allarme, con deposito munizioni e lubrificanti. È utilizzato anche come supporto per l'Accademia militare di Modena e si trova sulla strada provinciale 51 Salvaterra.

## Cultura

### Istruzione

#### Scuole

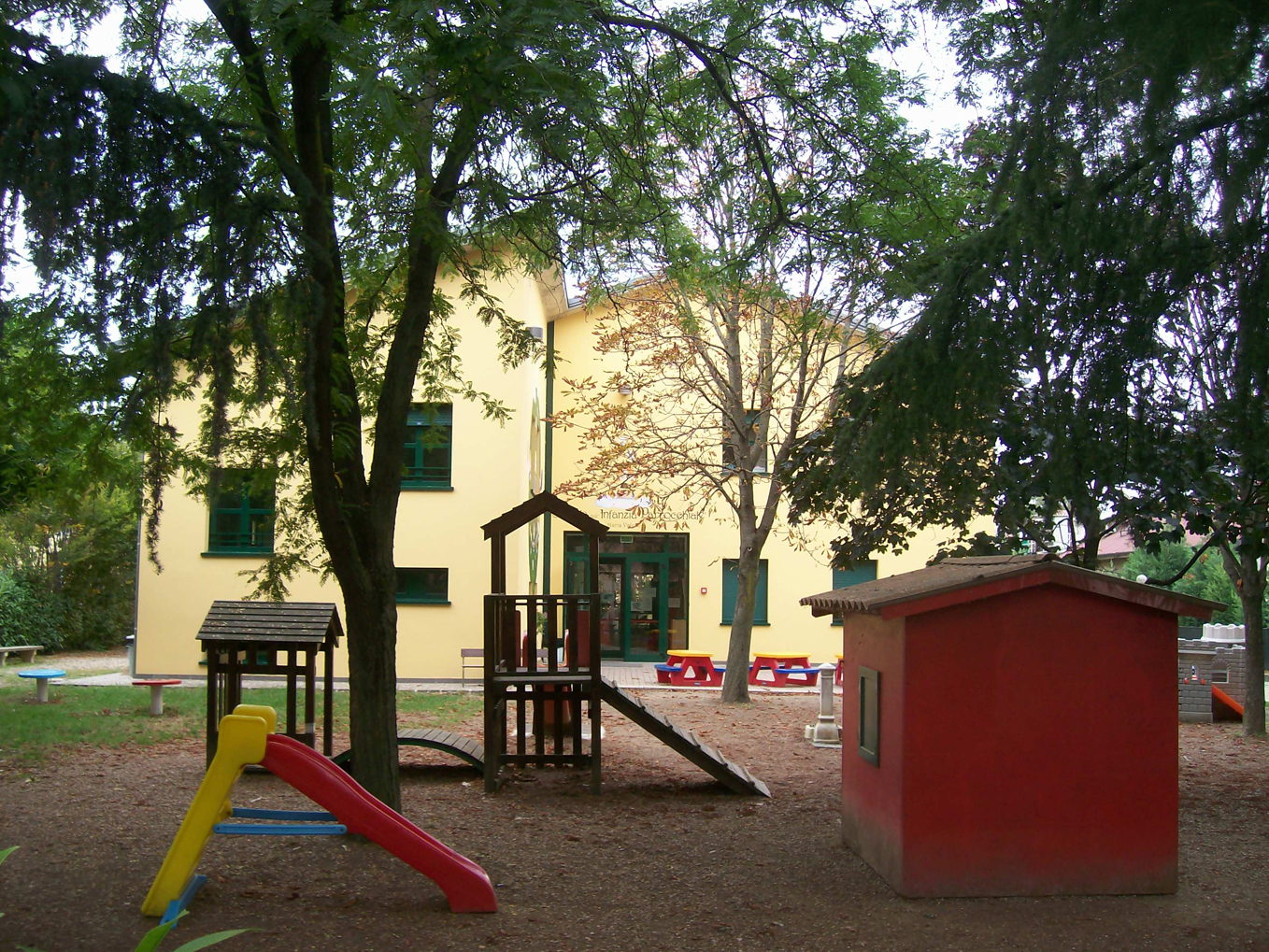
Scuola parrocchiale dell'infanzia

È presente la Scuola parrocchiale dell'infanzia "Maria Valentini", fondata nel 1930 dall'arciprete don Elia Bonini su lascito di Giuseppe e Maria Valentini, ricchi possidenti del paese. Nel settembre 1982 venne inaugurata la nuova sede a fianco della chiesa parrocchiale.

## Geografia antropica
Borgata Stalloni, Borgata Ergastel, Borgata Ghet di Boia, Borgata Tribuna, Borgata Cà Elta, Borgata Cà Longa, Borgata Cantaun, Borgata Cà Mati, Borgata Castel Rubaun, Borgata Cà di Gajan.

## Economia
Salvaterra è inserita nel distretto industriale della ceramica, che comprende diversi comuni delle province di Modena e Reggio, tra i quali Sassuolo e Scandiano.
Sino a pochi decenni fa Salvaterra era un paese sostenuto da un'economia prevalentemente agricola, agevolata da una terra fertilissima che permetteva alta redditività. A partire dagli anni sessanta si è assistito a una veloce meccanizzazione delle coltivazioni, che ha ridotto grandemente il bisogno di braccia, invogliando molti a mettersi a disposizione delle industrie ceramiche, sviluppatesi nel territorio.
Il paese andava via via perdendo quell'aspetto rurale che lo aveva contraddistinto sino alla prima metà del ventesimo secolo, per assumere le caratteristiche di un centro completamente urbanizzato.
Un maggiore traffico commerciale ha reso necessaria la costruzione di una strada tangenziale, che aggira un lato del paese.